# Gnypeta minuta
Gnypeta minuta es una especie de escarabajo del género Gnypeta, tribu Oxypodini, familia Staphylinidae. Fue descrita científicamente por Klimaszewski & Webster en 2008.
Se distribuye por Europa: Chequia (Bohemia, Moravia) y Eslovaquia. Es un escarabajo de alas pequeñas y la longitud de su cuerpo es de aproximadamente 2,6 milímetros.